# Liliana Ugolini
Liliana Ugolini (Firenze, 4 aprile 1934 – Firenze, 14 luglio 2021) è stata una scrittrice e drammaturga italiana.

## Biografia
Per 16 anni ha condotto per Pianeta Poesia (cicli di seminari e d'incontri ideati da Franco Manescalchi) la poesia performativa e multimediale promuovendo la conoscenza di questa particolare modalità del linguaggio poetico. Questo è documentato, a cura di Franco Manescalchi e Liliana Ugolini, in 3 libri editi rispettivamente dal Comune di Firenze, da Polistampa, da Pianeta Poesia come Documenti 1,2,3 e dal DVD Esemplari percorsi di poesia performativa e multimediale curati da Massimo Mori (2008) per la X Edizione del Festival Internazionale A+Voci. 
Per 5 anni ha fatto parte del gruppo performativo di Gianni Broi sulla scrittura di Raymond Roussel al Père-Lachaise di Parigi. 
Ha realizzato il teatro da camera di poesia e opere in versi e musica collaborando con attori, musicisti e performers.
Ha iniziato a pubblicare i suoi scritti dal 1993 (tolto una plaquette nel 1980). 
Fa parte dell'Archivio Voce dei Poeti e del Gruppo performativo Cerimonie crudeli per Multimedia91. 
È insieme a Vincenzo Lauria nel progetto/manifesto Oltre Infinito 1-2-3-4” (autoprodotto) per una poesia non solo intimistica ma aperta alla scienza e alla tecnologia.
Ha pubblicato 11 drammaturgie tratte da suoi libri in Tuttoteatro edito dalla Joker 2008. 
Ha proposto la figura dell'Umanità Marionetta documentata in quattro libri - (Marionetteemiti Ediz. Esuvia 1999, Delle Marionette dei Burattini e del Burattinaio Ediz. Genesi 2007 e Des Marionnettes Book Edition 2012, La marionetta vivente Ediz. Florence Art Edizioni 2017 con foto elaborazioni di Dario Caiani). Una performance in video a cura di Marco Zoli e un film corto di Andrea Baggio 2012 
Ha lavorato per 45 anni nell'oggettistica d'Arte. 
Tutte le opere e i carteggi sono consultabili presso il fondo Liliana Ugolini all'Archivio di Stato di Firenze - Archivio per la memoria e la scrittura delle donne Alessandra Contini Bonacossi (censimento) e una parte all'Archivio Voce dei Poeti settore multimediale alla Barbagianna, una Casa per l'Arte contemporanea.

## Opere
- Il punto 1980” - edizione in proprio
- La baldanza scolorata edizioni Gazebo 1993
- Flores Edizioni Gazebo 1994 con disegni di Giovanna Ugolini
- Bestiario Edizioni Gazebo 1995 con disegni di Giovanna Ugolini
- Fiapoebesie/vagazioni edizioni Gazebo 1996 grafica di Marco Zoli
- Il corpo-Gli elementi edizioni Masso delle Fate 1996 grafica di Marco Zoli
- L'ultima madre e gli aquiloni Polistampa 1998 - Performance - racconto in versi
- Celluloide libro d'Arte sul cinema edito da Stelle Cadenti con interventi G. Coppola, G.Fiume, V.Finocchiaro,F. Arrigoni, G.Ugolini 1998
- Una storia semplice libro d'arte edito da Morgana Edizioni collana Minimun con intervento Rebecca Hayward
- Marionetteemiti edizioni Esuvia 1999 con riproduzioni di collages di Giovanna Ugolini - Teatro da camera
- Pellegrinaggio con eco Edizioni Gazebo 2001 - testo e performance
- Imperdonate Edizioni Morgana Edizioni - Testo teatrale con foto scenografiche di Laura Viliani
- La Pissera con Rosaria Lo Russo e Maria Pia Moschini - a cura di Ernestina Pellegrini Edizioni Ripostes 2003
- Spettacolo e Palcosceenico Edizioni Campanotto 2003 due pieces da camera
- Delle Marionette, dei Burattini e del Burattinaio Rilettura fantastica del Teatrino – Edizioni Genesi 2007 - video e performance
- Tuttoteatro Edito dalla Joker Editrice 2008 - 11 drammaturgie
- A Nera dalle Voyelles di Rimbaud – libro d'Arte Morgana Edizioni con Gianni Dorigo e Roberto R. Corsi
- Gioco d'ombre sul sipario Gierre Grafica Anterem Edizioni 2010
- La pasta con l'anima Quaderni di Pianeta Poesia con Mihaela e Speranza Cernitu e Giovanna Ugolini - tradotto in romeno 2010
- Mito e Contagio libro e video Morgana Edizioni Parascena con Giada Primavera - 2010 tradotto in Inglese - performance
- Des Marionnettes Book Edition 2011 - a cura di Marilena Di Stasi - tradotto in francese
- Eros e Thanatos opera in CD con musiche di Stefano Burbi e voci soprano e mezzosoprano e voce recitante
- Il confessionale e l' Apostolato ebook La Recherche 2011
- Gli occhi di Prometeo Stereofonia scriabiniana” ebook con Roberto R. Corsi pubblicato dalla Biblioteca di Rebstein 2011
- Ironia dell'ombra Autoantologia 1980-2011 Pubblicato dalla Biblioteca di Rebstein 2011
- Carnivore Poetico processo alla magnanti plantae con Giada Primavera – Morgana Edizioni Parascena 2011 - libro e video performance
- Cus Cus Concerto da camera in CD musica Tommaso Pedani. Orchestra e 3 voci recitanti e video.
- Oltre infinito  Libro Manifesto e video edito in proprio con Vincenzo Lauria 2011-2012 - performance
- Oltre Infinito 2.0 poesia, DVD e libro edito in proprio per un manifesto - Opere visive Giovanna Ugolini - performance 2012
- Il Muro Melologo - Musica Valerio Vezzani - performance 2012
- Figurine e book La Recherche 2013 teatro da camera
- Eterea libro oggetto - Edizioni Intravisioni - 2005 con Maria Pia Moschini - performance
- In Boboli Edito in proprio con foto di Marco Zoli - video e performance 2013
- Sororità Ritratti dal Diario del 2009 - Sefeditrice Edizioni per l'Archivio di Stato di Firenze 2014
- Cartoons ebook – La Città e le stelle edizione elettronica 2013
- La Corte degli Arlecchini - con Mihaela Colin Cernitu - disegni di Giovanna Ugolini - edizioni Sitech - Craiova 2016
- Appunti sul taccuino del tempo - Fermenti Editrice 2016
- La marionetta vivente - Miscellanea di scritti sul tema con fotoelaborazioni di Dario Caiani - Florence Art Edizioni 2017
- Oltre Infinito - con Vincenzo Lauria - edizioni La Vita Felice 2021 - disegni di Uliviero Ulivieri e Giovanna Ugolini - prefazione di Laura Caccia
- Donne senza tempo - con la partecipazione di Vincenzo Lauria - edizioni La Vita Felice 2023 - prefazione di Laura Caccia - copertina di Giovanna Ugolini e Marco Zoli

## Giudizi critici
(Giuliano Manacorda, Da I limoni Caramaica, 1995)
(A. Satta, dalla rivista Poesia, 1997)
(Stefano Lanuzza, Prefazione a Marionetteemiti, Edizioni Esuvia 1999)
(Rosaria Lo Russo, Rivista Semicerchio Le lettere IX 1993)
(Gio Ferri, Postfazioni Gioco d’Ombre sul Sipario, Gierre Grafica Anterem 2010)